# SYR5
Albums de Sonic Youth
NYC Ghosts and Flowers
(2000) Murray Street
(2002)
SYR5 est, comme son nom l'indique, le cinquième volet de la série Sonic Youth Recordings (SYR). C'est le seul disque de la série qui ne soit pas réalisé par le groupe entier : en effet seule Kim Gordon y participe, accompagnée par deux des membres de son Kim Gordon Quartet, Ikue Mori et DJ Olive ; le dernier membre du quartet, Jim O'Rourke, s'occupe de la production.
La couleur du disque est le vert, sa langue est le japonais, cependant, comme l'écriture japonaise est différente de l'écriture latine, tous les textes sont traduits en anglais. Le disque a été publié en 2000. L'album est un mélange de samples électros constituant l'arrière-plan sonore, et du chant de Kim Gordon. Yuka Honda du groupe Cibo Matto est présente sur le morceau Take me Back.

## Titres
| No  | Titre                    | Durée |
| --- | ------------------------ | ----- |
| 1.  | Olive's Horn             | 4:38  |
| 2.  | International Spy        | 3:26  |
| 3.  | Neu Adult                | 2:19  |
| 4.  | Paperbag / Orange Laptop | 3:50  |
| 5.  | Stuck On Gum             | 4:35  |
| 6.  | Fried Mushroom           | 4:20  |
| 7.  | What Do You Want? (Kim)  | 4:20  |
| 8.  | Lemonade                 | 4:20  |
| 9.  | We Are The Princesses    | 4:20  |
| 10. | Take Me Back             | 4:20  |
| 11. | Take It To The Hit       | 4:20  |